# 克拉万扎纳
克拉万扎纳（義大利語：Cravanzana），是意大利库内奥省的一个市镇。总面积8平方公里，人口394人，人口密度49.3人/平方公里（2009年）。ISTAT代码为004076。